# Phân loại họ Xương rồng

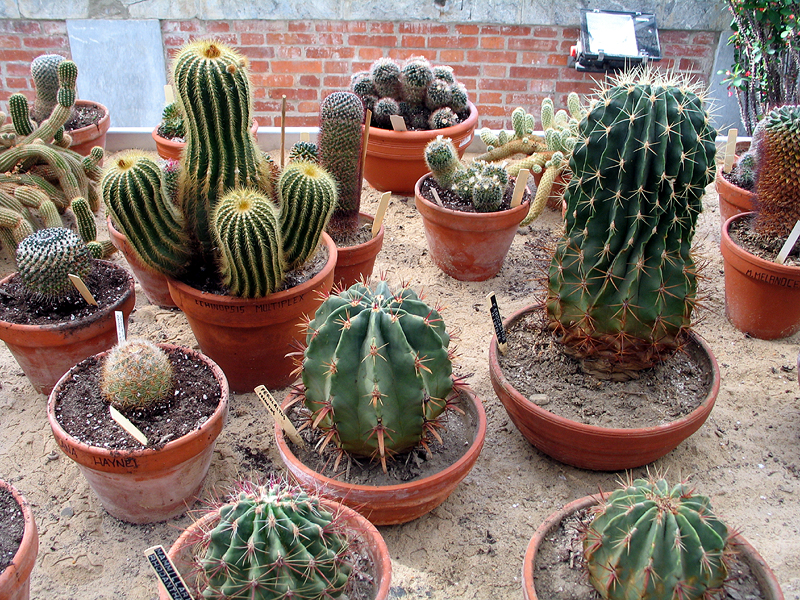
Bộ sưu tập xương rồng

Danh sách liệt kê các cấp phân loại dưới họ của họ Xương rồng Cactaceae

## Phân họCactoideae

### TôngBrowningieae
- Armatocereus Backeb.
- Browningia Cárdenas, Gymnocereus Rauh & Backeb.
- Jasminocereus Britton & Rose
- Neoraimondia Britton & Rose

synonyms: Neocardenasia Backeb.
- Stetsonia Britton & Rose

### TôngCacteae

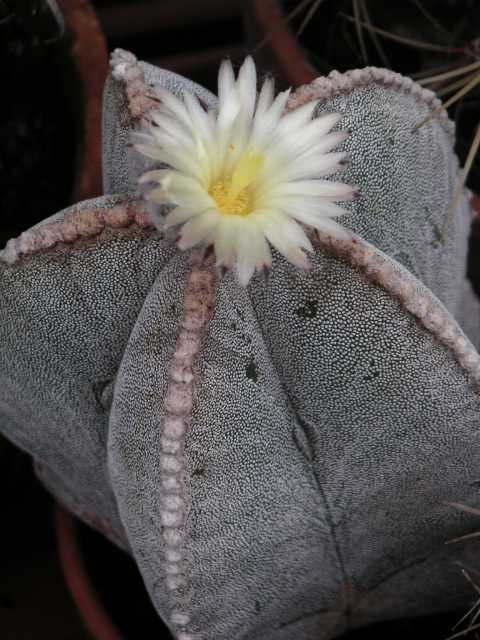
Astrophytum myriostigma

- Acharagma (N.P.Taylor) Glass
- AriocarpusScheidw. - living rock

synonyms: Anhalonium Lem., Neogomesia Castañeda, Neogomezia Buxb. (orth. var.), Roseocactus A.Berger, Stromatocactus Karw. ex Rümpler (nom. inval.)
- Astrophytum Lem.

synonyms: Astrophyton Lawr. (orth. var.), Maierocactus E.C.Rost
- Aztekium Boed.
- Coryphantha (Engelm.) Lem. - beehive cactus

synonyms: Aulacothele Monv. (nom. inval.), Cumarinia Buxb., Glandulifera (Salm-Dyck) Fric, Lepidocoryphantha Backeb., Roseia Fric (nom. inval.)
- Echinocactus Link & Otto - barrel cactus

synonyms: Brittonrosea Speg., Echinofossulocactus Lawr., Homalocephala Britton & Rose
- Echinomastus Britton & Rose
- Epithelantha F.A.C.Weber ex Britton & Rose - pingpong ball cactus
- Escobaria Britton & Rose - foxtail cactus, pincushion cactus

synonyms: Cochiseia W.H.Earle, Escobesseya Hester, Fobea Fric (nom. inval.), Neobesseya Britton & Rose
- Ferocactus Britton & Rose - barrel cactus

synonyms: Bisnaga Orcutt, Brittonia C.A.Armstr. (nom. inval.)
- Geohintonia Glass & W.A.Fitz Maur.
- Leuchtenbergia Hook.
- Lophophora J.M.Coult. - peyote
- Mammillaria Haw. - fishhook cactus, globe cactus, pincushion cactus, bird's-nest cactus

synonyms: Bartschella Britton & Rose, Cactus L., Chilita Orcutt, Cochemiea (K.Brandegee) Walton, Dolichothele (K.Schum.) Britton & Rose, Ebnerella Buxb., Haagea Fric, Krainzia Backeb., Lactomammillaria Fric (nom. inval.), Leptocladia Buxb., Leptocladodia Buxb., Mamillaria F.Rchb. (orth. var.), Mamillopsis (E.Morren) F.A.C.Weber ex Britton & Rose, Mammariella Shafer (nom. inval.), Mammilaria Torr. & A.Gray (orth. var.), Neomammillaria Britton & Rose, Oehmea Buxb., Phellosperma Britton & Rose, Porfiria Boed., Pseudomammillaria Buxb., Solisia Britton & Rose
- Mammilloydia Buxb.
- Neolloydia Britton & Rose

synonyms: Napina Fric (nom. inval.), Pseudosolisia Y.Itô (nom. inval.)
- Obregonia Fric
- Ortegocactus Alexander
- Pediocactus Britton & Rose - hedgehog cactus

synonyms: Navajoa Croizat, Pilocanthus B.W.Benson & Backeb.
- Pelecyphora C.Ehrenb.

synonyms: Encephalocarpus A.Berger
- Sclerocactus Britton & Rose - fishhook cactus

synonyms: Ancistrocactus Britton & Rose, Coloradoa Boissev. & C.Davidson, Glandulicactus Backeb., Toumeya Britton & Rose
- Stenocactus (K.Schum.) A.W.Hill

synonyms: Echinofossulocactus Britton & Rose, Efossus Orcutt (orth. var.)
- Strombocactus Britton & Rose
- Thelocactus (K.Schum.) Britton & Rose

synonyms: Hamatocactus Britton & Rose, Thelomastus Fric (nom. inval.)
- Turbinicarpus (Backeb.) Buxb. & Backeb. - top cactus

synonyms: Gymnocactus Backeb., Normanbokea Kladiwa & Buxb., Rapicactus Buxb. & Oehme

### TôngCalymmantheae
- Calymmanthium F.Ritter

synonyms: Diploperianthium F.Ritter (nom. inval.)

### TôngCereeae
- Arrojadoa Britton & Rose
- Brasilicereus Backeb.
- Cereus Mill. - sweet potato cactus

synonyms: Mirabella F.Ritter, Piptanthocereus (A.Berger) Riccob., Subpilocereus Backeb.
- Cipocereus F.Ritter

synonyms: Floribunda F.Ritter
- Coleocephalocereus Backeb.

synonyms: Buiningia Buxb.
- Discocactus Pfeiff. (xương rồng đĩa)
- Melocactus Link & Otto

synonyms: Cactus Britton & Rose
- Micranthocereus Backeb.

synonyms: Austrocephalocereus Backeb., Siccobaccatus P.J.Braun & Esteves
- Pierrebraunia Esteves
- Pilosocereus Byles & G.D.Rowley - tree cactus

synonyms: Pilocereus K.Schum., Pseudopilocereus Buxb.
- Praecereus Buxb.
- Stephanocereus A.Berger
- Uebelmannia Buining

### TôngHylocereeae
- Disocactus Lindl.

synonyms: Aporocactus Lem., Aporocereus Fric & Kreuz. (orth. var.), Bonifazia Standl. & Steyerm., Chiapasia Britton & Rose, Disisocactus Kunze (orth. var.), Disocereus Fric & Kreuz. (orth. var.), Heliocereus (A.Berger) Britton & Rose, Lobeira Alexander, Mediocereus Fric & Kreuz. (orth. var.), Nopalxochia Britton & Rose, Pseudonopalxochia Backeb., Trochilocactus Linding., Wittia K.Schum., Wittiocactus Rauschert
- Epiphyllum Haw. - climbing cactus

synonyms: Phyllocactus Link, Phyllocereus Miq.
- Hylocereus (A.Berger) Britton & Rose - nightblooming cactus

synonyms: Wilmattea Britton & Rose
- Selenicereus (A.Berger) Britton & Rose - moonlight cactus, nightblooming cereus

synonyms: Cryptocereus Alexander, Deamia Britton & Rose, Marniera Backeb., Mediocactus Britton & Rose, Strophocactus Britton & Rose, Strophocereus Fric & Kreuz. (orth. var.)
- Pseudorhipsalis Britton & Rose
- Weberocereus Britton & Rose

synonyms: Eccremocactus Britton & Rose, Eccremocereus Fric & Kreuz. (orth. var.), Werckleocereus Britton & Rose

### TôngNotocacteae
- Austrocactus Britton & Rose
- Blossfeldia Werderm.
- Cintia Knize & Ríha
- Copiapoa Britton & Rose

synonyms: Pilocopiapoa F.Ritter
- Eriosyce Phil.

synonyms: Ceratistes Labour. (nom. inval.), Chileniopsis Backeb., Chileocactus Fric (nom. inval.), Chileorebutia Fric (nom. inval.), Chiliorebutia Fric (orth. var.), Delaetia Backeb., Dracocactus Y.Itô (nom. inval.), Euporteria Kreuz. & Buining, Hildmannia Kreuz. & Buining, Horridocactus Backeb., Islaya Backeb., Neochilenia Backeb. ex Dölz, Neoporteria Britton & Rose, Neoporteria Backeb., Neotanahashia Y.Itô, Nichelia Bullock (nom. inval.), Pyrrhocactus (A.Berger) A.W.Hill, Rodentiophila F.Ritter ex Backeb., Thelocephala Y.Itô
- Eulychnia Phil.

synonyms: Philippicereus Backeb.
- Frailea Britton & Rose
- Neowerdermannia Fric
- Parodia Speg.

synonyms: Acanthocephala Backeb., Brasilicactus Backeb., Brasiliparodia F.Ritter, Brasilocactus Fric (nom. inval.), Chrysocactus Y.Itô (nom. inval.), Dactylanthocactus Y.Itô, Eriocactus Backeb., Eriocephala Backeb., Friesia Fric (nom. inval.), Hickenia Britton & Rose, Malacocarpus Salm-Dyck, Microspermia Fric, Neohickenia Fric, Notocactus (K.Schum.) Fric, Sericocactus Y.Itô, Wigginsia D.M.Porter
- Yavia R.Kiesling & Piltz

### TôngPachycereeae
- Acanthocereus (Engelm. ex A.Berger) Britton & Rose - triangle cactus

synonyms: Dendrocereus Britton & Rose, Monvillea Britton & Rose
- Bergerocactus Britton & Rose - snakecactus

synonyms: Bergerocereus Fric & Kreuz. (orth. var.)
- Carnegiea Britton & Rose - carnegia, saguaro
- Cephalocereus Pfeiff. - old man cactus

synonyms: Haseltonia Backeb., Neodawsonia Backeb., Pilocereus Lem.
- Corryocactus Britton & Rose

synonym: Corryocereus Fric & Kreuz. (orth. var.), Erdisia Britton & Rose, Eulychnocactus Backeb. (nom. inval.)
- Echinocereus Engelm. - hedgehog cactus

synonyms: Morangaya G.D.Rowley, Wilcoxia Britton & Rose
- Escontria Rose
- Leptocereus (A.Berger) Britton & Rose

synonyms: Neoabbottia Britton & Rose
- ×Myrtgerocactus Moran

[= Myrtillocactus × Bergerocactus]
- Myrtillocactus Console

synonyms: Myrtillocereus Fric & Kreuz. (orth. var.)
- Neobuxbaumia Backeb.

synonyms: Pseudomitrocereus Bravo & Buxb., Rooksbya Backeb.
- ×Pacherocactus G.D.Rowley

[= Pachycereus × Bergerocactus]

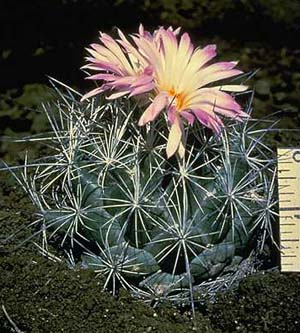
A night blooming cactus

- Pachycereus (A.Berger) Britton & Rose

synonyms: Backebergia Bravo, Lemaireocereus Britton & Rose, Lophocereus (A.Berger) Britton & Rose, Marginatocereus (Backeb.) Backeb., Mitrocereus (Backeb.) Backeb., Pterocereus T.MacDoug. & Miranda
- Peniocereus (A.Berger) Britton & Rose

synonyms: Cullmannia Distefano, Neoevansia W.T.Marshall, Nyctocereus (A.Berger) Britton & Rose
- Polaskia Backeb.

synonyms: Chichipia Backeb. (nom. inval.), Heliabravoa Backeb.
- Pseudoacanthocereus F.Ritter
- Stenocereus (A.Berger) Riccob.

synonyms: Hertrichocereus Backeb., Isolatocereus Backeb., Isolatocereus (Backeb.) Backeb., Machaerocereus Britton & Rose, Marshallocereus Backeb., Neolemaireocereus Backeb., Rathbunia Britton & Rose, Ritterocereus Backeb.

### TôngRhipsalideae
- Lepismium Pfeiff.

synonyms: Acanthorhipsalis (K.Schum.) Britton & Rose, Acanthorhipsalis Kimnach, Pfeiffera Salm-Dyck
- Rhipsalis Gaertn.

synonyms: Cassytha Mill., Erythrorhipsalis A.Berger, Hariota Adans., Lymanbensonia Kimnach
- Hatiora Britton & Rose

synonyms: Epiphyllopsis Backeb. & F.M.Knuth, Hariota DC., Pseudozygocactus Backeb., Rhipsalidopsis Britton & Rose
- Schlumbergera Lem. - holiday cactus

synonyms: Epiphyllanthus A.Berger, Epiphyllum Pfeiff., Opuntiopsis Knebel (nom. inval.), Zygocactus K.Schum., Zygocereus Fric & Kreuz. (orth. var.)

### TôngTrichocereeae
- Acanthocalycium Backeb.

synonyms: Spinicalycium Fric (nom. inval.)
- Arthrocereus A.Berger
- Brachycereus Britton & Rose
- Cleistocactus Lem.

synonyms: Akersia Buining, Bolivicereus Cárdenas, Borzicactella H.Johnson ex F.Ritter, Borzicactus Riccob, Borzicereus Fric & Kreuz. (orth. var.), Cephalocleistocactus F.Ritter, Cleistocereus Fric & Kreuz. (orth. var.), Clistanthocereus Backeb., Demnosa Fric, Gymnanthocereus Backeb., Hildewintera F.Ritter, Loxanthocereus Backeb., Maritimocereus Akers, Pseudoechinocereus Buining (nom. inval.), Seticereus Backeb., Seticleistocactus Backeb., Winteria F.Ritter, Winterocereus Backeb.
- Denmoza Britton & Rose
- Echinopsis Zucc. - San Pedro

synonyms: Acantholobivia Backeb., Acanthopetalus Y.Itô, Andenea Fric (nom. inval.), Aureilobivia Fric, nom. inval., Chamaecereus Britton & Rose, Chamaelobivia Y. Itô (nom. inval.), Cinnabarinea Fric ex F.Ritter, Echinolobivia Y.Itô (nom. inval.), Echinonyctanthus Lem., Furiolobivia Y.Itô (nom. inval.), Helianthocereus Backeb, Heterolobivia Y.Itô (nom. inval.), Hymenorebulobivia Fric (nom. inval.), Hymenorebutia Fric ex Buining, Leucostele Backeb., Lobirebutia Fric (nom. inval.), Lobivia Britton & Rose, Lobiviopsis Fric (nom. inval.), Megalobivia Y.Itô (nom. inval.), Mesechinopsis Y.Itô, Neolobivia Y.Itô, Pilopsis Y.Itô (nom. inval.), Pseudolobivia (Backeb.) Backeb., Rebulobivia Fric (nom. inval.), Salpingolobivia Y.Itô, Scoparebutia Fric & Kreuz. ex Buining, Setiechinopsis (Backeb.) de Haas, Soehrensia Backeb., Trichocereus (A.Berger) Riccob.
- Espostoa Britton & Rose

synonyms: Binghamia Britton & Rose, Pseudoespostoa Backeb., Thrixanthocereus Backeb., Vatricania Backeb.
- Espostoopsis Buxb.

synonyms: Gerocephalus F.Ritter
- Facheiroa Britton & Rose

synonyms: Zehntnerella Britton & Rose
- Gymnocalycium Pfeiff. ex Mittler - Chin cactus

synonyms: Brachycalycium Backeb.
- Haageocereus Backeb.

synonyms: Floresia Krainz & F.Ritter ex Backeb. (nom. inval.), Haageocactus Backeb. (nom. inval.), Lasiocereus F.Ritter, Neobinghamia Backeb., Peruvocereus Akers
- ×Haagespostoa G.D.Rowley [= Haageocereus × Espostoa]
- Harrisia Britton - applecactus

synonyms: Eriocereus (A.Berger) Riccob., Roseocereus Backeb.
- Leocereus Britton & Rose
- Matucana Britton & Rose

synonyms: Eomatucana F.Ritter
- Mila Britton & Rose
- Oreocereus (A.Berger) Riccob.

synonyms: Arequipa Britton & Rose, Arequipiopsis Kreuz. & Buining, Morawetzia Backeb., Submatucana Backeb.
- Oroya Britton & Rose
- Pygmaeocereus H.Johnson & Backeb.
- Rauhocereus Backeb.
- Rebutia K.Schum.

synonyms: Aylostera Speg., Bridgesia Backeb., Cylindrorebutia Fric & Kreuz., Digitorebutia Fric & Kreuz., Echinorebutia Fric (nom. inval.), Eurebutia Fric (nom. inval.), Gymnantha Y.Itô, Mediolobivia Backeb., Mediorebutia Fric (nom. inval.), Neogymnantha Y.Itô, Reicheocactus Backeb., Setirebutia Fric & Kreuz. (nom. inval.), Spegazzinia Backeb., Sulcorebutia Backeb., Weingartia Werderm.
- Samaipaticereus Cárdenas
- Weberbauerocereus Backeb.

synonyms: Meyenia Backeb.
- Yungasocereus F.Ritter

## Phân họMaihuenioideae
- Maihuenia (Phil. ex F.A.C.Weber) K.Schum.

## Phân họOpuntioideae

### TôngAustrocylindropuntieae
- Austrocylindropuntia Backeb.
- Cumulopuntia F.Ritter

### TôngCylindropuntieae
- Corynopuntia F.M.Knuth

synonyms: Marenopuntia Backeb.
- Cylindropuntia (Engelm.) F.M.Knuth - chollas
- Grusonia F.Rchb. ex Britton & Rose
- Micropuntia Daston
- Pereskiopsis Britton & Rose

synonyms: Peireskiopsis Vaupel (orth. var.)
- Quiabentia Britton & Rose

### TôngOpuntieae
- Brasiliopuntia (K.Schum.) A.Berger
- Consolea Lem.
- Miqueliopuntia Fric ex F.Ritter
- Opuntia Mill. - prickly pears

synonyms:Airampoa Fric, Cactodendron Bigelow, nom. inval., Cactus Lem., Chaffeyopuntia Fric & Schelle, Clavarioidia Kreuz. (nom. inval.), Ficindica St.-Lag., Nopalea Salm-Dyck, Parviopuntia Soulaire & Marn.-Lap. (nom. inval.), Phyllarthus Neck. ex M.Gómez (nom. inval.), Salmiopuntia Fric (nom. inval.), Subulatopuntia Fric & Schelle, Tunas Lunell, Weberiopuntia Fric
- Tacinga Britton & Rose
- Tunilla D.R.Hunt & Iliff

### TôngPterocacteae
- Pterocactus K.Schum.

### TôngTephrocacteae
- Maihueniopsis Speg.

synonyms: Puna R.Kiesling
- Tephrocactus Lem.

synonyms: Pseudotephrocactus Fric,

## Phân họPereskioideae
- Pereskia Mill.

synonyms: Peirescia Zucc. (orth. var.), Peireskia Steud. (orth. var.), Perescia Lem. (orth. var.), Rhodocactus (A.Berger) F.M.Knuth